# Benjamin (Album)
Benjamin ist das 28. Studioalbum des deutschen Pop-Rock-Sängers Udo Lindenberg aus dem Jahr 1993.

## Hintergrund
In den 1990er-Jahren konnte Lindenberg insgesamt nicht an die Erfolge früherer Jahre anknüpfen. Dennoch hatte er mit Der blaue Planet von Benjamin, von Frank Ramond geschrieben, einen Pop-Singlehit vorzuweisen. Das Album erzählt die Geschichte des Boxers Benjamin. Mit dem Duett Messer in mein Herz mit Sezen Aksu war eine Übersetzung der türkischen Künstlerin enthalten, in der einige türkische Originalzeilen erhalten blieben. Aksu und Lindenberg hatten bereits seit 1989 zusammengearbeitet.

## Titelliste
| #   | Titel                                                        | Texter                                                    | Komponist                                           | Länge |
| --- | ------------------------------------------------------------ | --------------------------------------------------------- | --------------------------------------------------- | ----- |
| 1.  | Benjamin                                                     | Peter Weihe, Curt Cress, Frank Ryan, Udo Lindenberg       | Peter Weihe, Curt Cress, Frank Ryan, Udo Lindenberg | 3:58  |
| 2.  | Knock Out                                                    | Peter Weihe, Curt Cress, Frank Ryan, Udo Lindenberg       | Peter Weihe, Curt Cress, Frank Ryan, Udo Lindenberg | 4:17  |
| 3.  | Piratenfreunde                                               | Bea Reszat                                                | Udo Lindenberg                                      | 3:45  |
| 4.  | Der blaue Planet                                             | Udo Lindenberg                                            | Frank Ramond                                        | 3:54  |
| 5.  | Manchmal bist du sowas von BESCHEUERT                        | Angelina Maccarone                                        | Udo Lindenberg                                      | 4:00  |
| 6.  | Messer in mein Herz (Seni Kimler Aldi) (Duet mit Sezen Aksu) | Org.: Sezen Aksu, dt.: Udo Lindenberg, Angelina Maccarone | Sezen Aksu                                          | 3:27  |
| 7.  | Gummi in Berlin                                              | Udo Lindenberg                                            | Udo Lindenberg, Gerd Gehrken, Steffi Stephan        | 3:56  |
| 8.  | Modezombies                                                  | Peter Weihe, Curt Cress, Frank Ryan, Udo Lindenberg       | Peter Weihe, Curt Cress, Frank Ryan, Udo Lindenberg | 4:50  |
| 9.  | Fäuste aus Stahl (Nach dem Kampf)                            | Peter Weihe, Curt Cress, Frank Ryan, Udo Lindenberg       | Peter Weihe, Curt Cress, Frank Ryan, Udo Lindenberg | 3:59  |
| 10. | Süße Sucht                                                   | Peter Weihe, Curt Cress, Frank Ryan, Udo Lindenberg       | Peter Weihe, Curt Cress, Frank Ryan, Udo Lindenberg | 4:03  |

## Charts und Chartplatzierungen
| ChartsChartplatzierungen | Höchstplatzierung | Wochen |
| ------------------------ | ----------------- | ------ |
| Deutschland (GfK)        | 49 (9 Wo.)        | 9      |